# موتور پیرمحمد (کورین)
موتور پیرمحمد یا موتور عیدمحمد روستایی در دهستان کورین بخش کورین شهرستان زاهدان استان سیستان و بلوچستان ایران است.

## جمعیت
بر پایه سرشماری عمومی نفوس و مسکن در سال ۱۳۹۵ جمعیت این روستا ۱۱۱ نفر (۲۲خانوار) بوده‌است.